# 올리버 칸
올리버 롤프 칸(독일어: Oliver Rolf Kahn, 1969년 6월 15일 ~ )은 독일의 은퇴한 축구 선수로 현역 시절 포지션은 골키퍼이다. 그는 카를스루에의 유소년팀에 입단하면서 축구를 시작하였다. 1987년 프로에 데뷔하였고, 1994년 4,600,000DM의 이적료로 바이에른 뮌헨으로 이적하였다. 이후, 그는 바이에른 뮌헨에서 14년 간 활약하다가 은퇴하였다.
그는 21세기초 가장 성공적인 독일의 축구 선수들 중 한명으로, 8차례의 분데스리가 우승, 6차례의 DFB-포칼 우승, UEFA 컵 (1995-96 시즌), 그리고 UEFA 챔피언스리그와 인터콘티넨털컵(둘 다 2001년에 우승)의 우승을 경험하였다. 그는 꾸준한 활약으로 UEFA 최고 골키퍼 상을 4년 연속 수상했고, 3차례 IFFHS 최고 골키퍼 상을 수여받았으며, 두 차례 독일 올해의 축구 선수 트로피를 수여받았다. 2002년 FIFA 월드컵에서 그는 지금까지 골키퍼로서는 월드컵 역사상 유일하게 아디다스 골든볼을 수상했다.
1994년에서 2006년까지, 칸은 독일 축구 국가대표팀의 일원이었다. 그는 선배인 쾨프케가 은퇴한 이래 주전 골키퍼 자리를 맡았다. 2002년 FIFA 월드컵에서 독일의 결승전까지 진출하였다. 그의 국가대표팀 동료들은 졸전을 펼치는 가운데, 칸의 역량은 결승전에 도달하는데 큰 원동력을 발휘하였다. 그러나, 그는 요코하마에서 열렸던 브라질과의 결승전에서 2차례의 실책으로 0-2 패배를 하여 비난의 대상이 되었다.

## 클럽 경력

### 카를스루에 SC
그는 6세의 나이에 그의 아버지였던 롤프 칸이 1962년에서 1965년까지 활약했던 카를스루에 SC의 유소년팀에 입단하였다. 그는 골키퍼로 전향하기전 아웃필드 플레이어로 활약하였었다. 1987-88 시즌의 분데스리가, 그는 프로팀 스쿼드 명단에 이름을 올렸고, 그는 처음에 알렉산더 파물라의 백업 골키퍼였었다. 1987년 11월 27일, 그는 1. FC 쾰른과의 리그 경기에서 데뷔전을 치루었고, 카를스루에는 쾰른을 4-0으로 대파하였다. 그러나, 1990년까지 빈프리트 섀퍼 감독은 그를 파물라 골키퍼의 백업으로만 활용하였다. 이어지는 시즌동안 칸은 주전 자리를 확보하였다. 그는 UEFA컵 1993-94에 참여한 카를스루에의 주축 선수이자 독려자로 활약하였고, 그의 소속팀은 이 대회에서 준결승까지 올라갔다. 그는 발렌시아 CF와의 메스타야 원정에서 1-3으로 패한 뒤 홈에서의 2차전에서 7-0 대승을 거두는데 중요한 역할을 하였다. 이 카를스루에가 발렌시아를 7-0으로 대파한 경기는 독일 언론들로부터 "빌트파크슈타디온의 기적"으로 불린다. 카를스루에는 준결승전에서 SV 오스트리아 잘츠부르크에 패하였다.

### FC 바이에른 뮌헨
카를스루에에서의 성과는 FC 바이에른 뮌헨의 관심을 샀고, 바이에른은 그의 영입을 시도하였다. 바이에른은 칸을 1994-95 시즌을 앞두고 떠나는 라이몬트 아우만의 대체자로 4,600,000 DM의 가격에 영입하였으며, 그를 즉시 주전 자리에 배치시켰다. 그는 6달 아웃 판정을 받은 인대 파열 부상에도 불구하고, 복귀한지 겨우 두달 만에 독일 축구 국가대표팀에서 첫 경기를 치룰 수 있었다. 바이에른은 1995-96 시즌의 UEFA 컵 결승에서 FC 지롱댕 드 보르도를 꺾었다. 1996-97 시즌, 칸은 FC 바이에른 뮌헨 소속으로는 처음으로 분데스리가와 DFB-리가포칼 타이틀을 획득하였고, 칸 본인은 독일 올해의 골키퍼 상을 생에 두 번째로 수상했다. (첫 번째는 1994년에 수상했다.)
1999년 올리버 칸의 바이에른은 UEFA 챔피언스리그 1998-99의 결승전에 올라 맨체스터 유나이티드 FC와 캄 노우에서 격돌하였다. 칸의 팀동료인 마리오 바슬러는 경기 시작 6분만에 선제골을 득점하였고, 바이에른은 맨체스터를 경기내내 압도하였다. 그러나, 인저리 타임에 테디 셰링엄과 올레 군나르 솔샤르의 골을 실점한 바이에른은 1-2로 역전패를 당하며 침통하게 경기를 종료하였다. 같은 해, 올리버 칸은 IFFHS에 의해 세계 올해의 골키퍼로 선정되었다.
2001년 3월 3일, 그는 FC 한자 로스토크전에서 퇴장 조치가 내려졌다. 그의 팀이 막판에 2-3으로 지고 있는 와중에, 코너킥 도중에 상대팀 페널티 에어리어로 들어가, 뛰어 올라, 상대팀 그물안으로 공을 주먹으로 넣었다. 그는 그 자리에서 레드 카드를 받고 퇴장당하였다. 그는 발렌시아 CF와의 2001 UEFA 챔피언스리그 결승전에서 MVP로 선정되었다. 그는 연장전을 1-1 동률로 마감한 상황의 승부차기에서 빛을 발하였고, 세차례의 선방을 하였다. 그는 MVP로 선정되는 것 외에도 낙심한 상대 골키퍼인 산티아고 카니사레스에 접근하여 독려하였고, 그에 따라 UEFA 페어플레이 상도 수여받았다. 같은 해, FC 바이에른 뮌헨은 도쿄의 국립 가스미가오카 육상 경기장에서 열린 인터콘티넨털컵에서도 보카 주니어스를 꺾으며 우승컵을 획득하였다.
칸의 집중력 저하, 부상, 사생활적 문제와 의욕의 저하는 2002-03 시즌에 기량이 하락되는데 주 원인이 되었다. 그 결과 그는 FC 바이에른 뮌헨과 레알 마드리드 CF의 UEFA 챔피언스리그 2003-04 16강전에서 호베르투 카를루스가 약하게 찬 프리킥에도 실책하였고, 결국 8강으로 진출하지 못하고 탈락하는데 큰 역할을 미쳤다. 데일리 메일 英언론은 그의 실책을 다음과 같이 맹비난하였다: "칸은 또다시 중요한 순간에서 2002년 월드컵 결승전처럼 브라질인 앞에 무릎을 꿇었다. 그러나 이번에는 호나우두의 강력한 슈팅이 아닌 호베르투 카를루스의 약한 프리킥에 무너져, 바이에른에게 있어 망신을 당함은 물론이며 팀의 위기를 불러왔다."로 쓰여졌다. 바이에른은 그 다음 시즌인 2004-05 시즌, 칸의 지휘 하에 더블을 달성하였다.
아르미니아 빌레펠트와의 2006년 뮌헨 홈경기를 앞두고, 미하엘 렌징은 트레이닝 중에 칸에게 부상을 입혔다. 그의 슈팅은 칸의 눈에 맞았고, 칸의 눈은 부풀어 올라 퍼렇게 변하였다. 렌징은 이날 칸을 대신하여 출전하였고, 바이에른은 빌레펠트를 2-0으로 꺾었다.

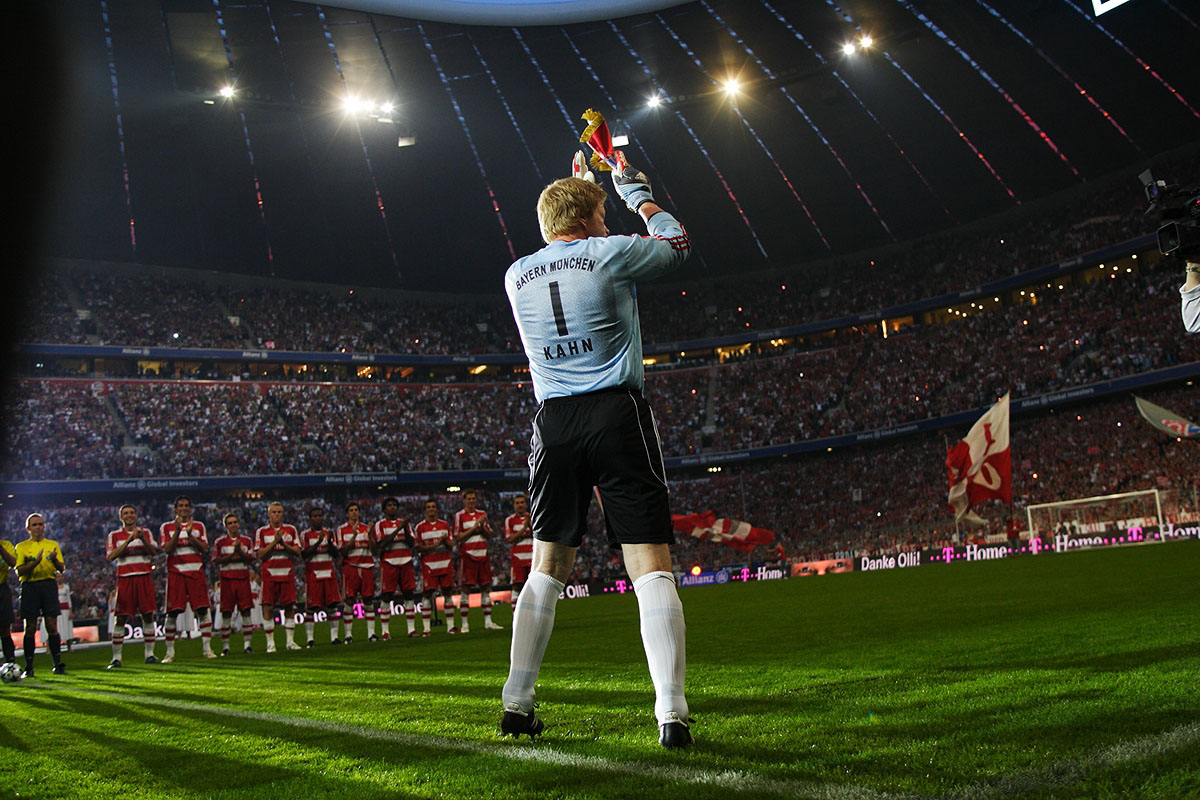
2008년 9월, 기립경기에서의 올리버 칸

칸은 2007-08 시즌까지만 활약하겠다는 의사를 표명하였다. 2011년, 그는 197경기에서 무실점을 기록하여 분데스리가 역사상 클린시트의 횟수가 가장 많다. 2007년 9월 2일, 38세의 나이로, 칸은 그의 535번째 분데스리가 경기에 출전하여 리그 내에서 가장 많은 경기에 출전한 선수가 되었다. 2008년 5월 1일, 그는 FC 제니트 상트페테르부르크 원정에서 마지막 유럽 대항전 출전을 기록하였고, 바이에른은 이 경기에서 0-4 참패를 당하였다. 그의 마지막 리그 경기는 2008년 5월 17일, 헤르타 BSC 베를린과의 경기로 뮌헨은 베를린을 4-1로 격파하였다.
20년 간의 선수생활을 끝낸 그는 14년간 바이에른의 선수로 활약하였고, 그는 2008년 9월 1일에 독일 XI와의 기립경기 후에 은퇴하였다. 경기 결과는 1-1 무승부였다. 그의 바이에른 뮌헨 마지막 경기는 2008년 5월 27일, 콜카타 솔트레이크 스타디움 (유바바라티 크리랑간) 에서의 인도 클럽 모훈 바간과의 2008년 아시아투어 경기였다. 약 120,000명의 관중이 이 경기를 보기위해 경기장을 찾았다. 바이에른이 0-3으로 이기는 와중에 칸은 미하엘 렌징과 55분에 교체 투입되었다.

## 국가대표팀 경력
칸은 1994년 FIFA 월드컵 당시 독일 축구 국가대표팀의 써드 골키퍼로 승선하였다. 그러나, 그는 1995년 6월 23일, 2-1로 승리한 스위스전에서 처음으로 출전하기 전까지 단 한 경기도 출전하지 못하였다. 그는 국가대표팀 첫 출전을 하기 두 달 전까지 인대부상으로부터 재활하고 있었다. 올리버 레크와 더불어 칸은 잉글랜드에서 열린 UEFA 유로 1996에서 백업 골키퍼를 담당하였다. 그는 프랑스에서 열린 1998년 FIFA 월드컵에서도 벤치에만 앉아 있었고, 쾨프케가 국가대표팀 은퇴를 선언하고서야 칸은 주전 골키퍼가 될 수 있었다. 그로부터 2년이 지난 UEFA 유로 2000에서 디펜딩 챔피언이었던 독일은 치욕적인 조기 탈락의 수모를 겪었다. 칸은 이후 올리버 비어호프의 국가대표팀 주장완장을 물려받았다.
칸은 2001년 뮌헨에서 펼쳐진 잉글랜드와의 2002년 FIFA 월드컵 예선전에서 최악을 경험하였다. 독일은 2000년 잉글랜드를 웸블리 스타디움에서 1-0으로 꺾으며 이 경기에서도 이길 수 있다는 자신감을 드러냈었다. 그러나 독일은 자국에서 열린 경기에서 마이클 오언에게 해트트릭을 당하는 등 1-5로 대패를 당하였다. 그러나, 이 패배에도 불구하고 독일은 우크라이나와의 플레이오프를 통해 월드컵 본선에 진출하였고, 칸은 독일의 주전 골키퍼 자리를 굳건히 지켰다. 칸은 IFFHS로부터 생애 두 번째로 최고 골키퍼에 선정되었다.
독일은 2002년 FIFA 월드컵에 대해 비관적인 전망을 바라보았으나, 기어코 결승까지 올라갔고, 올리버 칸은 3실점만을 허용하였다.(이 3실점 중 2실점이 브라질과의 결승전에서의 실점이었다.) 그는 결승전에서 오른손 약지의 인대 부상에도 불구하고, 경기 67분에 히바우두의 강슈팅을 쳐내는 등 투혼을 보였다. 그러나 그 히바우두의 강슈팅을 막은 뒤 호나우두가 즉시 그 칸이 떨어뜨린 공을 골로 연결시켰다. 결국 브라질은 이 대회가 끝난 후 정상에 올랐고, 그는 골대에 기대앉아 자책하였다. 그는 부상을 비난의 요인으로 보지 않았다.
2002년 FIFA 월드컵 4강 한국과 독일의 승부에 일화가 하나 있다. 당시 경기 종료 후 이천수의 인터뷰에서 그가 말하길 "축구선수로써 아! 이건 들어갔다 라고 감이오는 공도 올리버칸이 다 막는걸 보고 아 오늘경기가 정말 힘들구나... 잘못하면 질수도있구나 하고 생각했습니다."라는 말을 남긴적이 있다.
(2002년 올리버칸 베스트 세이브5에 이천수의 슈팅이있다)
FIFA의 TSG는 그에게 골든 글러브를 수상하였고, 그는 월드컵 역사상 골키퍼로는 최초로 골든 볼을 수여받는 영예를 안았다. 그는 FIFA 월드컵 대회 본선에서 독일 국가대표팀 일원으로는 최초로 5경기 클린시트를 기록하였다. 칸은 UEFA 유로 2004에서도 주전 골키퍼로 활약하였으나, 독일은 유로대회에서 또다시 조기탈락의 고배를 마셨다. 올리버 칸은 이 대회 이후, 미하엘 발라크에게 주장완장을 넘겼다.
독일 축구 국가대표팀의 신임 감독으로 취임한 위르겐 클린스만은 루디 푈러의 뒤를 이었고, 칸이 오랫동안 차지하던 주전 골키퍼 자리를 그의 오랜 경쟁자였던 아스널 FC의 옌스 레만과 로테이션을 돌려, 둘간의 경쟁력을 촉구하였다. 2006년 4월 7일, 클린스만은 2년간 경쟁한 칸과 레만 중, 레만을 2006년 FIFA 월드컵의 주전 골키퍼로 선정하였다. 칸은 이 대회기간 동안 백업의 역할을 맡기로 되어있으나, 그는 토너먼트 직전까지 레만과 주전 골키퍼 자리를 메꾸었다. 그는 나중에 클린스만의 선택을 존중하였다. 칸과 레만은 아르헨티나와의 8강전 승부차기를 앞두고 악수와 포옹을 나누었다. 칸은 경기 후의 기자회견에서 레만이 두 차례 승부차기를 선방한 것에 대해 칭찬을 하였다.
독일은 이탈리아와의 준결승에서 패한 뒤, 칸에게 2006년 7월 8일에 거행되는 포르투갈과의 3위 결정전에 선발 라인업로 내세웠고, 독일은 바스티안 슈바인슈타이거의 원맨쇼로 포르투갈에 3-1 완승을 거두었다. 이 경기는 칸의 마지막 국가대표팀 출장 경기로, 같은 날 부상으로 출장하지 못한 미하엘 발라크를 대신하여 주장완장을 차고 경기에 임했다. 이 경기는 바스티안 슈바인스타이거의 원맨쇼에 묻혀졌으나, 칸은 수준높은 선방을 수차례 보였다. 칸은 독일의 수비를 무너뜨린 포르투갈 공격수 파울레타의 슈팅을 선방하였고, 나중에는 데쿠의 페널티 안쪽 슈팅을 막았다. 경기 종료 후, 올리버 칸은 국가대표팀에서 은퇴하였다. 그는 국가대표팀 일원으로 86경기를 출장하여, 이중 49경기를 주장완장을 차고 임하였다.

## 방송인 경력
UEFA 유로 2004가 종료된 후, 그는 독일 축구 국가대표팀의 전략분석가로 ZDF의 스포츠 팀에 합류하였다. 2009년, 그는 중국 CCTV의 리얼리티 쇼에서 중국의 유망 골키퍼를 발굴하는 프로그램에 등장하였다. 2011년을 기점으로 그는 Sat. 1 채널에서 포기하지 마라 - 칸의 철학이라는 이름으로 앞의 프로그램과 비슷한 형식의 프로그램을 시작하려 하였다. 이 프로그램에서 당첨된 자는 분데스리가와 계약할 수 있도록 할 계획이다.

## 사생활
칸은 카를스루에 출신이다. 그의 조상은 라트비아계로, 그의 할머니와 아버지는 라트비아의 리예파야 출신으로 이곳은 올리버 칸에 의해 기억되고 있다. 그의 형은 악셀로 2 분데스리가의 카를스루에 SC에서 활약했었다. 2010년, 칸은 함께 슬하에 두 자녀를 둔 시모네와의 부부 관계를 종결하였다. 2011년 2월, 그의 여자친구인 스벤야는 아들을 출산하였다.
2009년, 그는 FC 샬케 04의 감독직 제의를 받았으나 거절하였다. 그로부터 2년 후인 2011년 4월 독일 법원은 두바이 여행에서 사들인 €6,000의 옷에 탈세를 한 혐의로 €125,000의 과태료 징계가 내려졌다.
그는 뮌헨 거리 축구리그인 분트 키크트 구트(bunt kickt gut)를 지지하며, 이 단체는 독일과 유럽의 문화 내부를 자세히 들여다보며, 교육의 가치와 범죄예방을 위한 프로젝트를 위해 출범하였다. 제프 헤르베르커 재단은 이 프로젝트를 학교, 클럽, 감옥에서 진행하고 있으며, 저스틴 로콜라 재단의 목표는 젊은이들의 폭력, 알코올, 마약타파 운동에 초점을 맞추고 있다.
그는 2010년에 코칭 라이선스를 획득하였다.

## 명성
칸은 강인한 체력으로 그의 압박을 이겨내어가 큰 존경을 받았다. 그는 바이에른 뮌헨 구단에 의하면 "열정적이고, 절제적이며, 야심만만한 인물"로 묘사하였다.
대한민국과 일본에서 열린 2002년 FIFA 월드컵에서 칸은 아시아인들의 인기를 샀다. 그는 일본 신킨 은행의 광고를 포함하여 여러 TV 광고에 출연하였다. 2008년 그의 밀랍인형이 베를린의 마담 투소 박물관에 전시되었다. 독일 팝그룹 디 프린첸 (Die Prinzen)의 노래 올리 칸 (Olli Kahn) 은 칸과 연관되어 있다.
그의 존재감과 영향력, 프로 선수로서 보여준 성과를 반영하여, 칸은 "칸 대왕" (King Kahn) 이나 "티탄" (Der Titan)이라는 칭호를 지니고 있다.

## 경력 통계
| 클럽 경력 | 클럽 경력        | 클럽 경력  | 리그 | 리그 | 컵       | 컵       | 클럽대항전 | 클럽대항전 | 합계 | 합계 |
| 시즌      | 클럽             | 리그       | 출장 | 골   | 출장     | 골       | 출장       | 골         | 출장 | 골   |
| 독일      | 독일             | 독일       | 리그 | 리그 | DFB-포칼 | DFB-포칼 | 유럽대항전 | 유럽대항전 | 합계 | 합계 |
| --------- | ---------------- | ---------- | ---- | ---- | -------- | -------- | ---------- | ---------- | ---- | ---- |
| 1987–88   | 카를스루에 SC    | 분데스리가 | 2    | 0    | 0        | 0        | –          | –          | 2    | 0    |
| 1988–89   | 카를스루에 SC    | 분데스리가 | 2    | 0    | 0        | 0        | –          | –          | 2    | 0    |
| 1989–90   | 카를스루에 SC    | 분데스리가 | 0    | 0    | 0        | 0        | –          | –          | 0    | 0    |
| 1990–91   | 카를스루에 SC    | 분데스리가 | 22   | 0    | 0        | 0        | –          | –          | 22   | 0    |
| 1991–92   | 카를스루에 SC    | 분데스리가 | 37   | 0    | 2        | 0        | –          | –          | 39   | 0    |
| 1992–93   | 카를스루에 SC    | 분데스리가 | 34   | 0    | 5        | 0        | –          | –          | 39   | 0    |
| 1993–94   | 카를스루에 SC    | 분데스리가 | 31   | 0    | 3        | 0        | 10         | 0          | 44   | 0    |
| 1994–95   | FC 바이에른 뮌헨 | 분데스리가 | 23   | 0    | 21       | 0        | 5          | 0          | 30   | 0    |
| 1995–96   | FC 바이에른 뮌헨 | 분데스리가 | 32   | 0    | 2        | 0        | 12         | 0          | 46   | 0    |
| 1996–97   | FC 바이에른 뮌헨 | 분데스리가 | 32   | 0    | 4        | 0        | 2          | 0          | 38   | 0    |
| 1997–98   | FC 바이에른 뮌헨 | 분데스리가 | 34   | 0    | 8        | 0        | 8          | 0          | 50   | 0    |
| 1998–99   | FC 바이에른 뮌헨 | 분데스리가 | 30   | 0    | 8        | 0        | 13         | 0          | 51   | 0    |
| 1999–00   | FC 바이에른 뮌헨 | 분데스리가 | 27   | 0    | 5        | 0        | 13         | 0          | 45   | 0    |
| 2000–01   | FC 바이에른 뮌헨 | 분데스리가 | 32   | 0    | 4        | 0        | 16         | 0          | 52   | 0    |
| 2001–02   | FC 바이에른 뮌헨 | 분데스리가 | 32   | 0    | 5        | 0        | 14         | 0          | 51   | 0    |
| 2002–03   | FC 바이에른 뮌헨 | 분데스리가 | 33   | 0    | 6        | 0        | 6          | 0          | 45   | 0    |
| 2003–04   | FC 바이에른 뮌헨 | 분데스리가 | 33   | 0    | 5        | 0        | 8          | 0          | 46   | 0    |
| 2004–05   | FC 바이에른 뮌헨 | 분데스리가 | 32   | 0    | 7        | 0        | 10         | 0          | 49   | 0    |
| 2005–06   | FC 바이에른 뮌헨 | 분데스리가 | 31   | 0    | 6        | 0        | 7          | 0          | 44   | 0    |
| 2006–07   | FC 바이에른 뮌헨 | 분데스리가 | 32   | 0    | 2        | 0        | 9          | 0          | 44   | 0    |
| 2007–08   | FC 바이에른 뮌헨 | 분데스리가 | 26   | 0    | 7        | 0        | 9          | 0          | 42   | 0    |
| 합계      | 독일             | 독일       | 557  | 0    | 81       | 0        | 142        | 0          | 780  | 0    |
| 경력 합계 | 경력 합계        | 경력 합계  | 557  | 0    | 81       | 0        | 142        | 0          | 780  | 0    |

1 DFL-슈퍼컵을 포함한다.

출처:
| 독일 축구 국가대표팀 | 독일 축구 국가대표팀 | 독일 축구 국가대표팀 |
| 연도                 | 출장                 | 골                   |
| -------------------- | -------------------- | -------------------- |
| 1995                 | 2                    | 0                    |
| 1996                 | 3                    | 0                    |
| 1997                 | 3                    | 0                    |
| 1998                 | 7                    | 0                    |
| 1999                 | 6                    | 0                    |
| 2000                 | 10                   | 0                    |
| 2001                 | 10                   | 0                    |
| 2002                 | 15                   | 0                    |
| 2003                 | 9                    | 0                    |
| 2004                 | 11                   | 0                    |
| 2005                 | 7                    | 0                    |
| 2006                 | 3                    | 0                    |
| 합계                 | 86                   | 0                    |

출처:

## 수상

### 클럽
FC 바이에른 뮌헨

 출처:
- 분데스리가 : 1996-97, 1998-99, 1999-2000, 2000-01, 2002-03, 2004-05, 2005-06, 2007-08
- DFB-포칼 : 1997-98, 1999-2000, 2002-03, 2004-05, 2005-06, 2007-08
- DFB-리가포칼 : 1997, 1998, 2000, 2004, 2007
- UEFA 챔피언스리그 : 2000-01, 준우승 (1998-99)
- UEFA컵 : 1995-96
- 인터콘티넨털컵 : 2001

 독일
출처:
- UEFA 유럽 축구 선수권 대회 : 1996
- FIFA 컨페더레이션스컵 : 3위 (2005)
- FIFA 월드컵 : 준우승 (2002), 3위 (2006)

### 개인
출처:
- 발롱도르 : 3위 (2001, 2002)
- FIFA 올해의 선수 : 2위 (2002), 7위 (2001)
- FIFA 월드컵 : 골든볼, 야신상, 올스타팀 (이상 2002)
- 독일 올해의 축구 선수 : 2000, 2001
- 분데스리가 최우수 골키퍼 : 1994, 1997, 1998, 1999, 2000, 2001, 2002
- 키커 분데스리가 올해의 팀 : 1996-97, 2001-02
- 유럽 최우수 골키퍼 : 1999, 2000, 2001, 2002
- UEFA 클럽 풋볼 어워드 최우수 골키퍼 : 1999, 2000, 2001, 2002
- UEFA 챔피언스리그 결승전 MoM : 2001
- UEFA 페어 플레이 상 : 2001
- ESM 올해의 팀 : 1999-00, 2000-01
- IFFHS 최우수 골키퍼 : 1999, 2001, 2002
- FIFA 100 : 2004
- 골든풋 : 2017

## 관련 서적
- Nummer eins, Droemer/Knaur 2004, ISBN 3-426-27346-2
- Ich. Erfolg kommt von Innen, riva premium Verlag 2008, ISBN 3-936994-99-4
- Du packst es! Wie du schaffst, was du willst Pendo/Piper Verlag 2010, ISBN 978-3-86612-279-6